# Paleó Tsiflíki
Paleó Tsiflíki (grec moderne : Παλαιό Τσιφλίκι), officiellement Paliós (grec moderne : Παληός) depuis 1932 est une localité située dans le dème de Kavála, dans le district régional de Kavála, dans la periphérie de Macédoine-Orientale-et-Thrace, en Grèce.
Selon le recensement de 2011, elle compte 2 195 habitants.
Son nom originel signifie « Ancien Tchiflik ».